# Худяківська волость
Худяківська волость — історична адміністративно-територіальна одиниця Черкаського повіту Київської губернії з центром у містечку Худяки.
Станом на 1886 рік складалася з 2 поселень, 2 сільських громад. Населення — 4153 особа (2136 чоловічої статі та 2017 — жіночої), 713 дворових господарств.
|                    | Площа, десятин | У тому числі орної, десятин |
| ------------------ | -------------- | --------------------------- |
| Сільських громад   | 3539           | 2742                        |
| Казенної власності | 3              | —                           |
| Іншої власності    | 88             | 60                          |
| Загалом            | 3630           | 2802                        |

Поселення волості:
- Худяки — колишнє державне село при річці Дніпро за 52 версти від повітового міста, 2883 особи, 494 двори, православна церква, єврейський молитовний будинок, школа, 6 постоялих будинків, 4 лавки, 8 водяних і 21 вітряних млинів, 4 сукновальні.
- Талдики — колишнє державне село при річці Дніпро, 993 особи, 219 дворів, православна церква, школа, 2 постоялих будинки, 8 вітряних млинів.
- Сагунівка — станом на 1900 рік.

Старшинами волості були:
- 1909 року — Комашко[2];
- 1910—1912 роках — Григорій Опанасович Кирилець[2],[3];
- 1913—1915 роках — Микита Андрійович Рябчич[4],[5].